# Henry Clapp Sherman
Henry Clapp Sherman (16 de outubro de 1875 — 7 de outubro de 1955) foi um químico estadunidense.